# Monteforte d'Alpone
Monteforte d'Alpone är en ort och kommun i provinsen Verona i regionen Veneto i Italien. Kommunen hade 8 988 invånare (2018).